# Phyllis Love
Phyllis Ann Love (Des Moines, 21 dicembre 1925 – Menifee, 30 ottobre 2011) è stata un'attrice statunitense.

## Filmografia parziale

### Cinema
- La legge del Signore (Friendly Persuasion), regia di William Wyler (1956)
- Giorni senza fine (The Young Doctors), regia di Phil Karlson (1961)

### Televisione
- Le grandi fiabe (Shirley Temple's Storybook) – serie TV, 2 episodi (1958)
- Bus Stop – serie TV, episodio 1x15 (1962)
- Going My Way – serie TV, episodi 1x02-1x12 (1962)
- Shane – serie TV, episodio 1x09 (1966)
- F.B.I. (The F.B.I.) – serie TV, 4 episodi (1967-1970)
- Bonanza – serie TV, 2 episodi (1971-1972)